# Tour de France Femmes 2023
La 2e édition du Tour de France Femmes a lieu du 23 au 30 juillet 2023. Cette course cycliste de huit étapes fait partie du calendrier UCI World Tour en catégorie 2.WWT.

## Présentation

### Comité d'organisation
Marion Rousse, ancienne championne de France de cyclisme sur route en 2012, est nommée directrice du Tour de France Femmes par ASO,. Franck Perque reste également le directeur sportif et directeur de course de l'épreuve.

### Parcours
Dès le mois de mai 2022, la ville de Rodez se porte candidate pour être ville étape de l'édition 2023 du Tour de France Femmes.
Le parcours, dévoilé en octobre 2022, est tracé dans le quart sud-ouest du pays, de Clermont-Ferrand à Pau. Il traverse trois régions françaises : l'Auvergne-Rhône-Alpes, la Nouvelle-Aquitaine et l'Occitanie. Il comprend notamment une arrivée au col du Tourmalet le vendredi 29 juillet puis un contre-la-montre individuel de 22 km autour de Pau le lendemain en conclusion.

### Équipes
| UCI Women's WorldTeams (15)- Canyon-SRAM Racing - EF Education-TIBCO-SVB - FDJ-Suez - Fenix-Deceuninck - Human Powered Health - Israel-Premier Tech Roland - Liv Racing TeqFind - Movistar Team - Team DSM-Firmenich - Team Jayco AlUla - Team Jumbo-Visma - SD Worx - Lidl-Trek - UAE Team ADQ - Uno-X Pro Cycling Team Équipes féminines continentales (7)- AG Insurance - Soudal Quick-Step Team - Arkéa Women - Ceratizit-WNT Pro Cycling - Cofidis - Lifeplus Wahoo - St Michel-Mavic-Auber93 - Coop-Hitec Products |
| |

Le 14 avril, l'organisation (ASO) annonce les cinq équipes invitées à participer pour ce Tour de France Femmes : AG Insurance-Soudal Quick-Step, Arkéa, Cofidis, Coop-Hitec Products et Saint-Michel Mavic Auber 93.

## Favorites
Tenante du titre, championne du monde et facile vainqueure du Tour d'Italie début juillet, Annemiek van Vleuten fait figure de favorite. Sa principale concurrente devrait être sa compatriote néerlandaise Demi Vollering, leader du classement du World Tour et dauphine de van Vleuten en 2022 sur le Tour de France et sur le Tour d'Espagne 2023.
La troisième place sur le podium devrait se jouer entre les habituées des places d'honneur, Elisa Longo Borghini, Katarzyna Niewiadoma, Ashleigh Moolman-Pasio voire les deux co-leaders de la FDJ-Suez Marta Cavalli et Cecilie Uttrup Ludwig.
Du côté des Françaises, les principales chances de résultats reposent sur Juliette Labous, 2e du dernier Tour d'Italie, et Évita Muzic, toutes deux classées parmi les 10 premières l'année précédente.

## Étapes
| Étape     | Date            | Villes étapes                                |                             | Distance (km) | Vainqueur d’étape        | Leader du classement général |
| --------- | --------------- | -------------------------------------------- | --------------------------- | ------------- | ------------------------ | ---------------------------- |
| 1re étape | dim. 23 juillet | Clermont-Ferrand – Clermont-Ferrand          | Étape de plaine             | 123,8         | Lotte Kopecky            | Lotte Kopecky                |
| 2e étape  | lun. 24 juillet | Clermont-Ferrand – Mauriac                   | Étape accidentée            | 151,7         | Liane Lippert            | Lotte Kopecky                |
| 3e étape  | mar. 25 juillet | Collonges-la-Rouge – Montignac-Lascaux       | Étape de plaine             | 147,2         | Lorena Wiebes            | Lotte Kopecky                |
| 4e étape  | mer. 26 juillet | Cahors – Rodez                               | Étape accidentée            | 177,1         | Yara Kastelijn           | Lotte Kopecky                |
| 5e étape  | jeu. 27 juillet | Onet-le-Château – Albi                       | Étape de plaine             | 126,1         | Ricarda Bauernfeind      | Lotte Kopecky                |
| 6e étape  | ven. 28 juillet | Albi – Blagnac                               | Étape de plaine             | 122,1         | Emma Norsgaard Jørgensen | Lotte Kopecky                |
| 7e étape  | sam. 29 juillet | Lannemezan – Tourmalet - Bagnères-de-Bigorre | Étape de montagne           | 89,9          | Demi Vollering           | Demi Vollering               |
| 8e étape  | dim. 30 juillet | Pau – Pau                                    | Contre-la-montre individuel | 22,6          | Marlen Reusser           | Demi Vollering               |

## Déroulement de la course
Les six premières étapes ont vu quatre coureuses issues d'échappées l'emporter : Lotte Kopecky pour la 1re étape, Yara Kastelijn pour la 4e étape, Ricarda Bauernfeind pour la 5e étape et Emma Norsgaard Bjerg pour la 6e étape. Les 2e et 3e étapes sont remportées au sprint respectivement par Liane Lippert et Lorena Wiebes. Pendant ces six étapes, le maillot jaune est sur les épaules de la Belge Lotte Kopecky. La 7e étape, unique étape de haute montagne avec arrivée au sommet, a logiquement bouleversé le classement général et le duel annoncé entre les Néerlandaises Demi Vollering et Annemiek van Vleuten a tourné en faveur de Vollering qui s'impose avec une solide avance au sommet du Tourmalet et s'empare du maillot jaune. La 8e et dernière étape remportée contre-la-montre par Marlen Reusser modifie le podium du classement général où Kopecky (maillot vert) ravit de peu la deuxième place à la Polonaise Katarzyna Niewiadoma (maillot à pois). L'équipe SD Worx a dominé cette édition 2023 avec quatre victoires d'étape, le maillot jaune et le maillot vert.

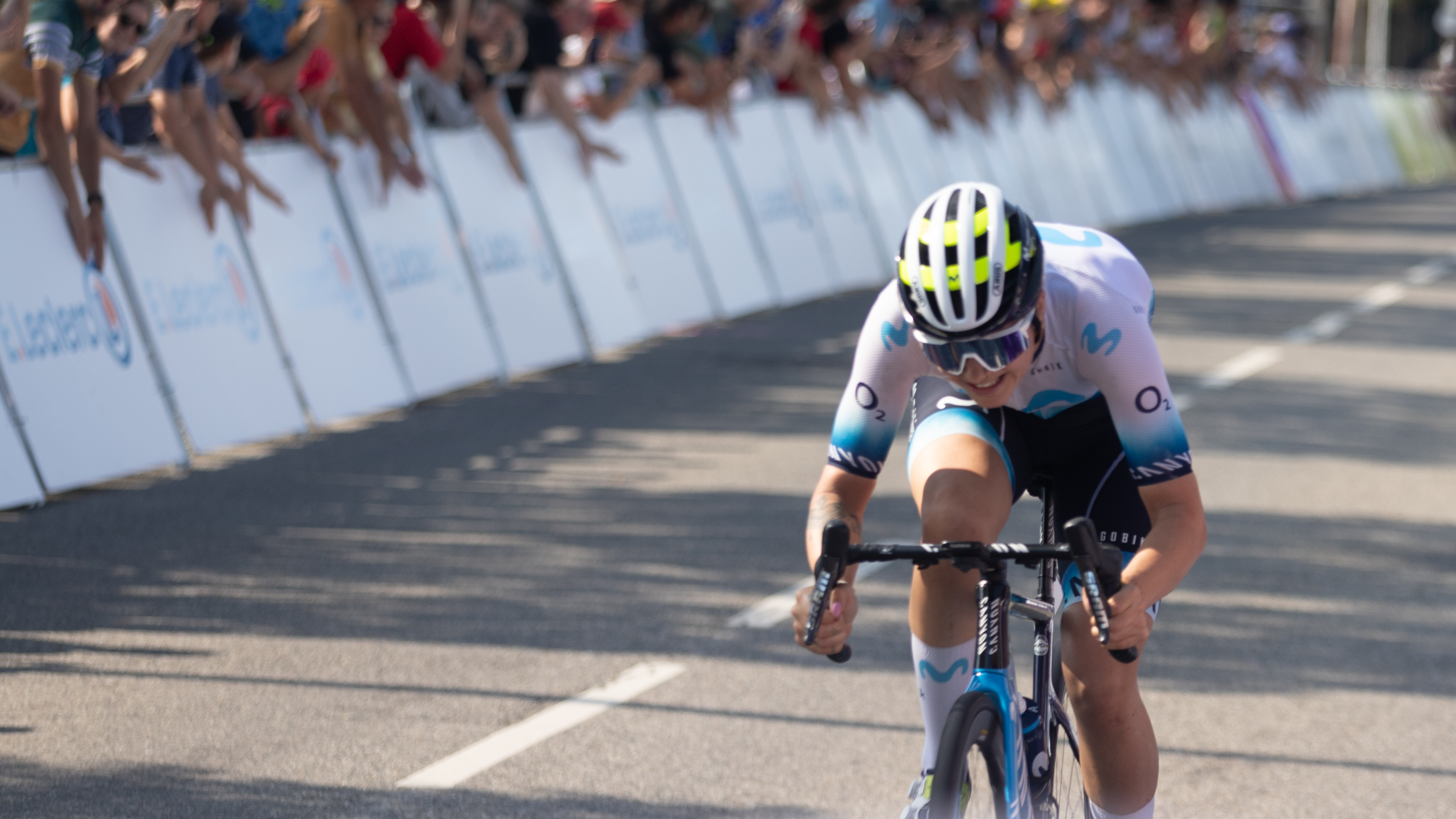
Emma Norsgaard
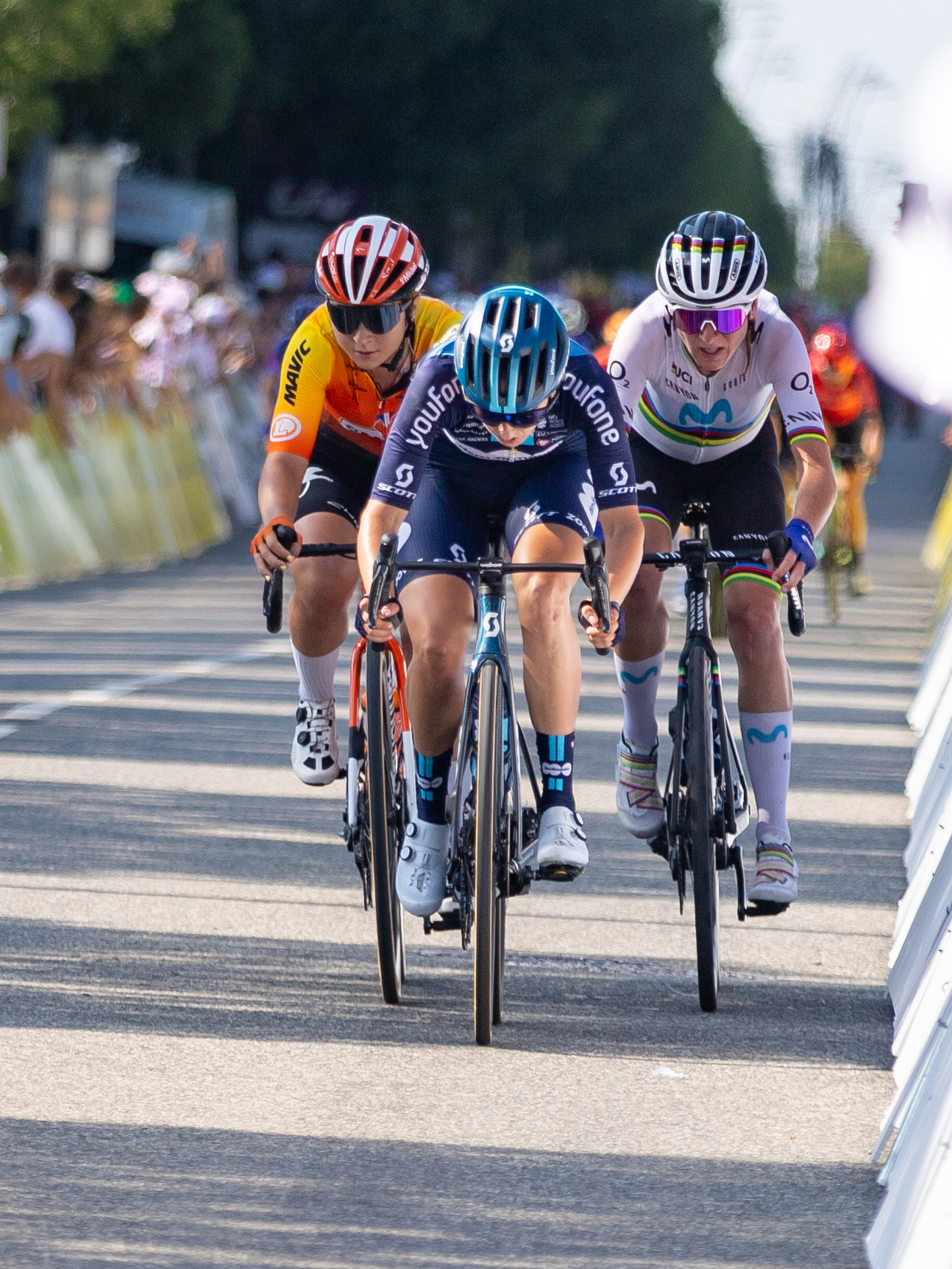
Juliette Labous, Annemiek van Vleuten, Simone Boilard
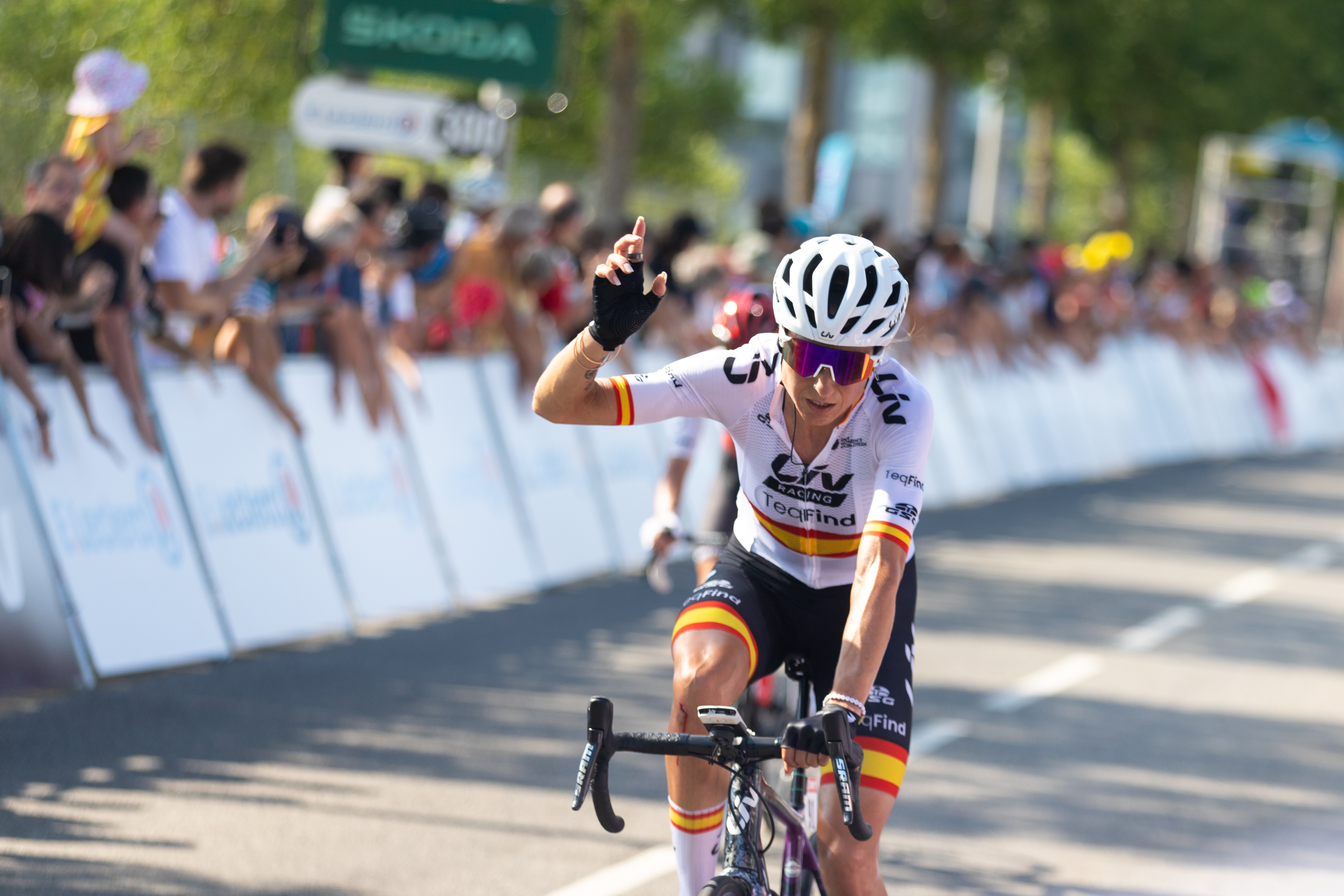
Mavi García
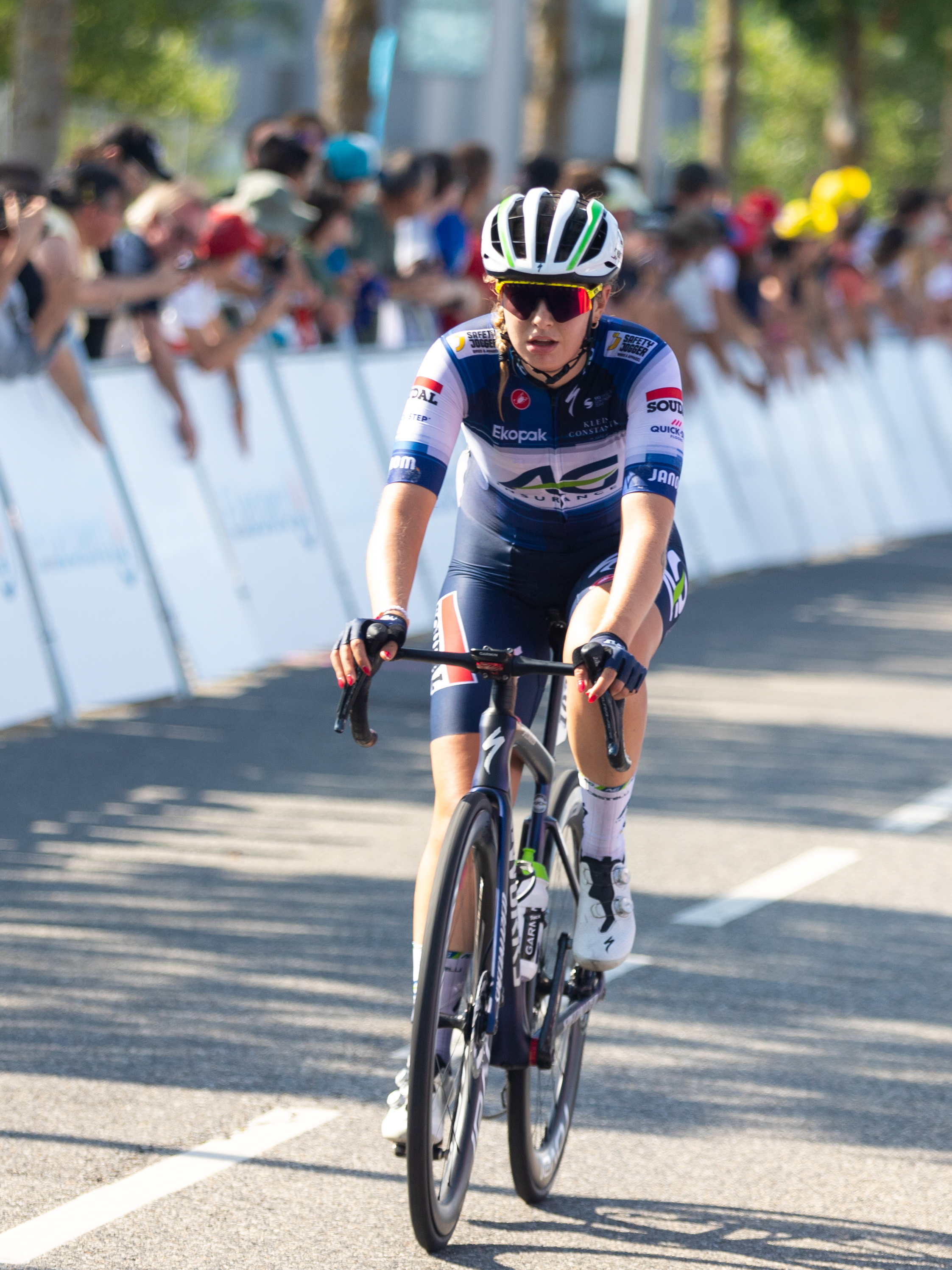
Maaike Boogaard
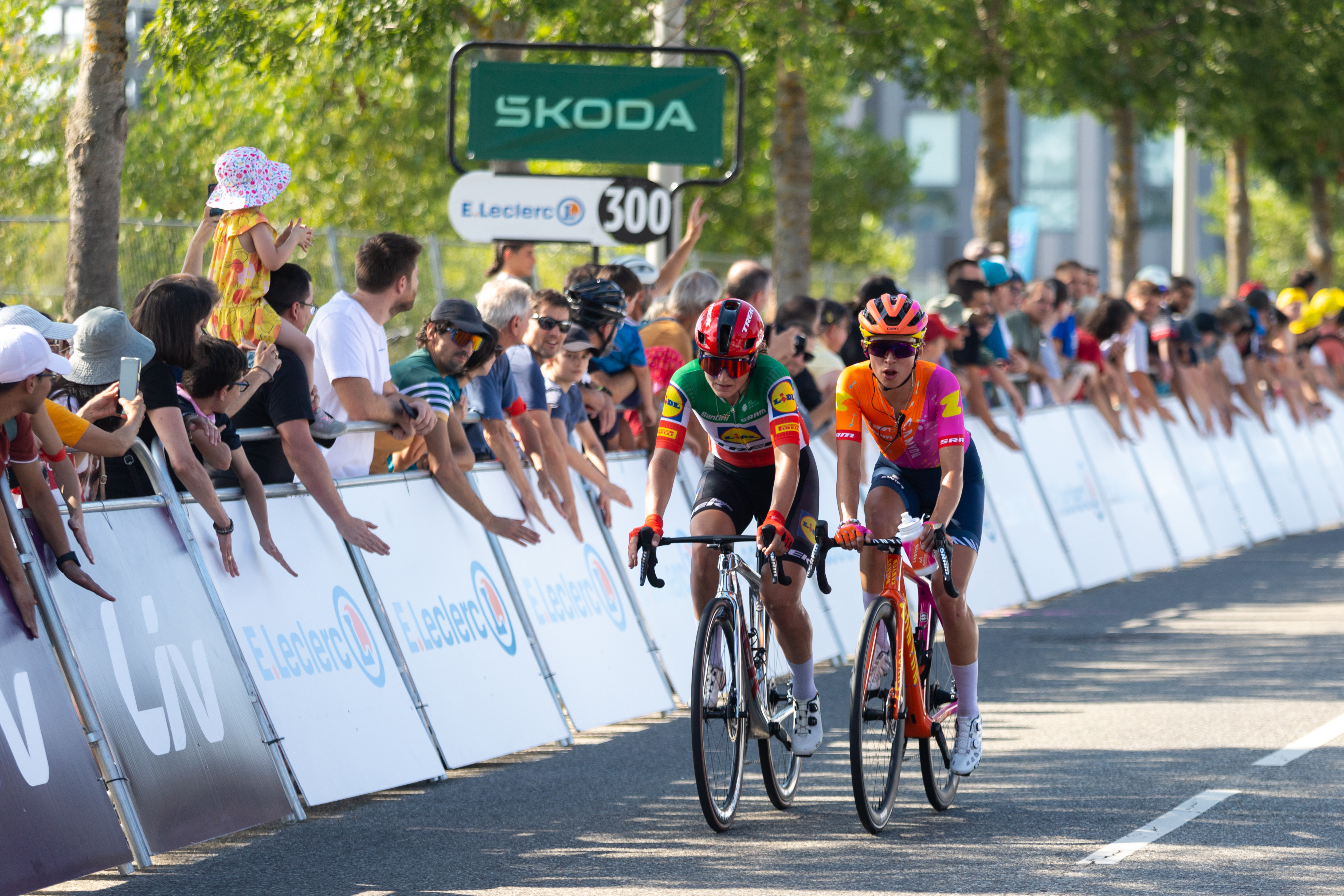
Elisa Longo Borghini, Katarzyna Niewiadoma

## Classements finals

### Classement général final
| Classement général | Classement général       | Classement général | Classement général             | Classement général  |
|                    | Coureur                  | Pays               | Équipe                         | Temps               |
| ------------------ | ------------------------ | ------------------ | ------------------------------ | ------------------- |
| 1er                | Demi Vollering           | Pays-Bas           | SD Worx                        | en 25 h 17 min 35 s |
| 2e                 | Lotte Kopecky            | Belgique           | SD Worx                        | + 3 min 3 s         |
| 3e                 | Katarzyna Niewiadoma     | Pologne            | Canyon-SRAM Racing             | + 3 min 3 s         |
| 4e                 | Annemiek van Vleuten     | Pays-Bas           | Movistar Team                  | + 3 min 59 s        |
| 5e                 | Juliette Labous          | France             | Team DSM-Firmenich             | + 4 min 48 s        |

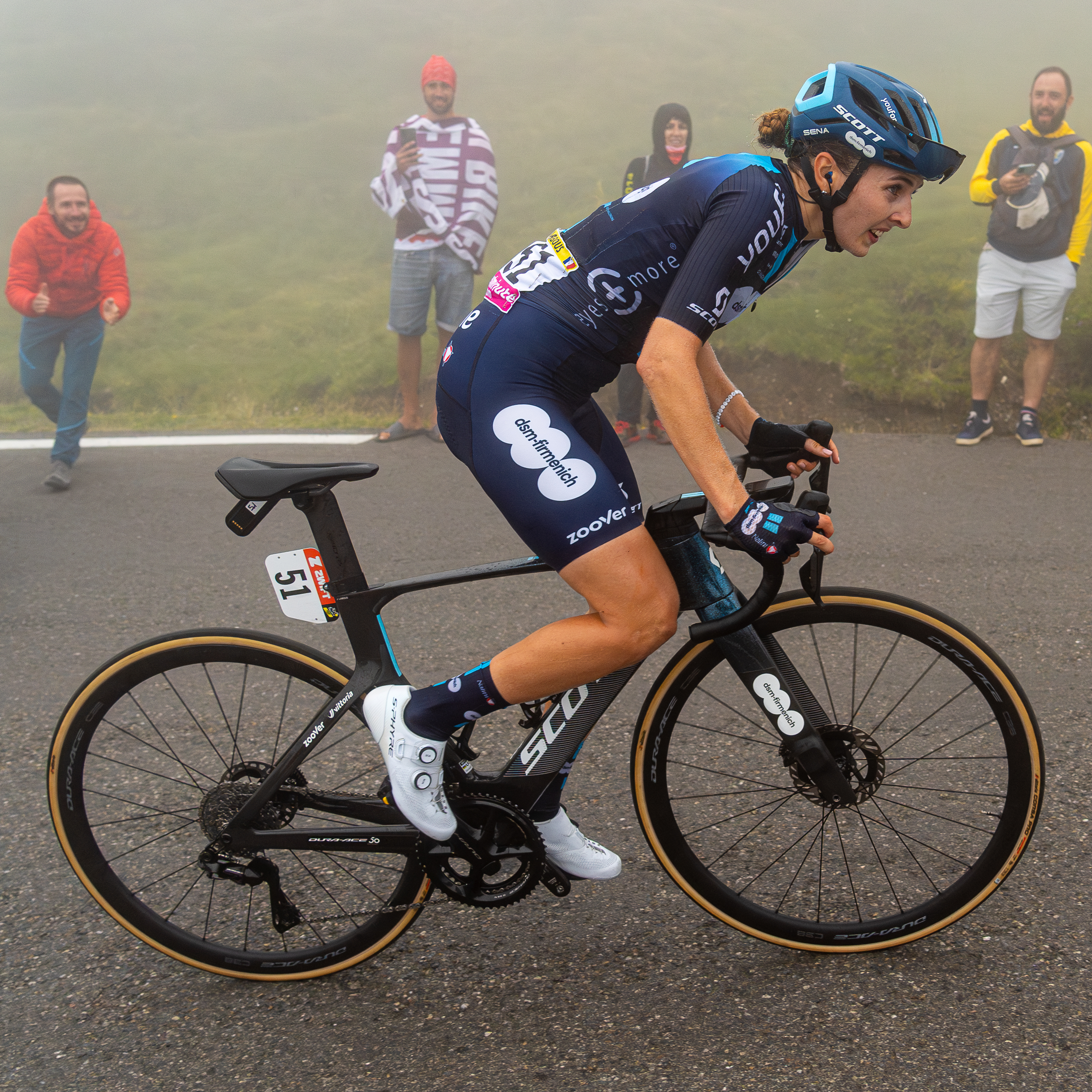
Juliette Labous dans le Tourmalet, meilleure française au classement général final.

| 6e                 | Ashleigh Moolman Pasio   | Afrique du Sud     | AG Insurance-Soudal Quick-Step | + 5 min 21 s        |
| 7e                 | Cecilie Uttrup Ludwig    | Danemark           | FDJ-Suez                       | + 9 min 9 s         |
| 8e                 | Ane Santesteban González | Espagne            | Team Jayco AlUla               | + 9 min 36 s        |
| 9e                 | Ricarda Bauernfeind      | Allemagne          | Canyon-SRAM Racing             | + 9 min 56 s        |
| 10e                | Amanda Spratt            | Australie          | Lidl-Trek                      | + 10 min 14 s       |
| 11e                | Riejanne Markus          | Pays-Bas           | Jumbo-Visma                    | + 10 min 32 s       |
| 12e                | Cédrine Kerbaol          | France             | Ceratizit-WNT                  | + 12 min 27 s       |
| 13e                | Erica Magnaldi           | Italie             | UAE Team ADQ                   | + 13 min 51 s       |
| 14e                | Silvia Persico           | Italie             | UAE Team ADQ                   | + 14 min 0 s        |
| 15e                | Clara Koppenburg         | Allemagne          | Cofidis                        | + 14 min 38 s       |
| 16e                | Ella Wyllie              | Nouvelle-Zélande   | Lifeplus Wahoo                 | + 15 min 35 s       |
| 17e                | Amber Kraak              | Pays-Bas           | Jumbo-Visma                    | + 17 min 11 s       |
| 18e                | Claire Steels            | Grande-Bretagne    | Israel-Premier Tech Roland     | + 17 min 21 s       |
| 19e                | Marta Cavalli            | Italie             | FDJ-Suez                       | + 17 min 49 s       |
| 20e                | Liane Lippert            | Allemagne          | Movistar Team                  | + 18 min 2 s        |
| 21e                | Tamara Dronova           | Neutre,            | Israel-Premier Tech Roland     | + 19 min 18 s       |
| 22e                | Justine Ghekiere         | Belgique           | AG Insurance-Soudal Quick-Step | + 22 min 31 s       |
| 23e                | Clara Emond              | Canada             | Arkéa Pro Cycling Team         | + 25 min 5 s        |
| 24e                | Barbara Malcotti         | Italie             | Human Powered Health           | + 25 min 8 s        |
| 25e                | Paula Patiño Bedoya      | Colombie           | Movistar Team                  | + 26 min 21 s       |
| modifier           |                          |                    |                                |                     |

### Classements annexes

#### Classement par points
| Classement par points | Classement par points    | Classement par points | Classement par points          | Classement par points |
| --------------------- | ------------------------ | --------------------- | ------------------------------ | --------------------- |
|                       | Coureur                  | Pays                  | Équipe                         | Point(s)              |
| 1er                   | Lotte Kopecky            | Belgique              | SD Worx                        | 243 points            |

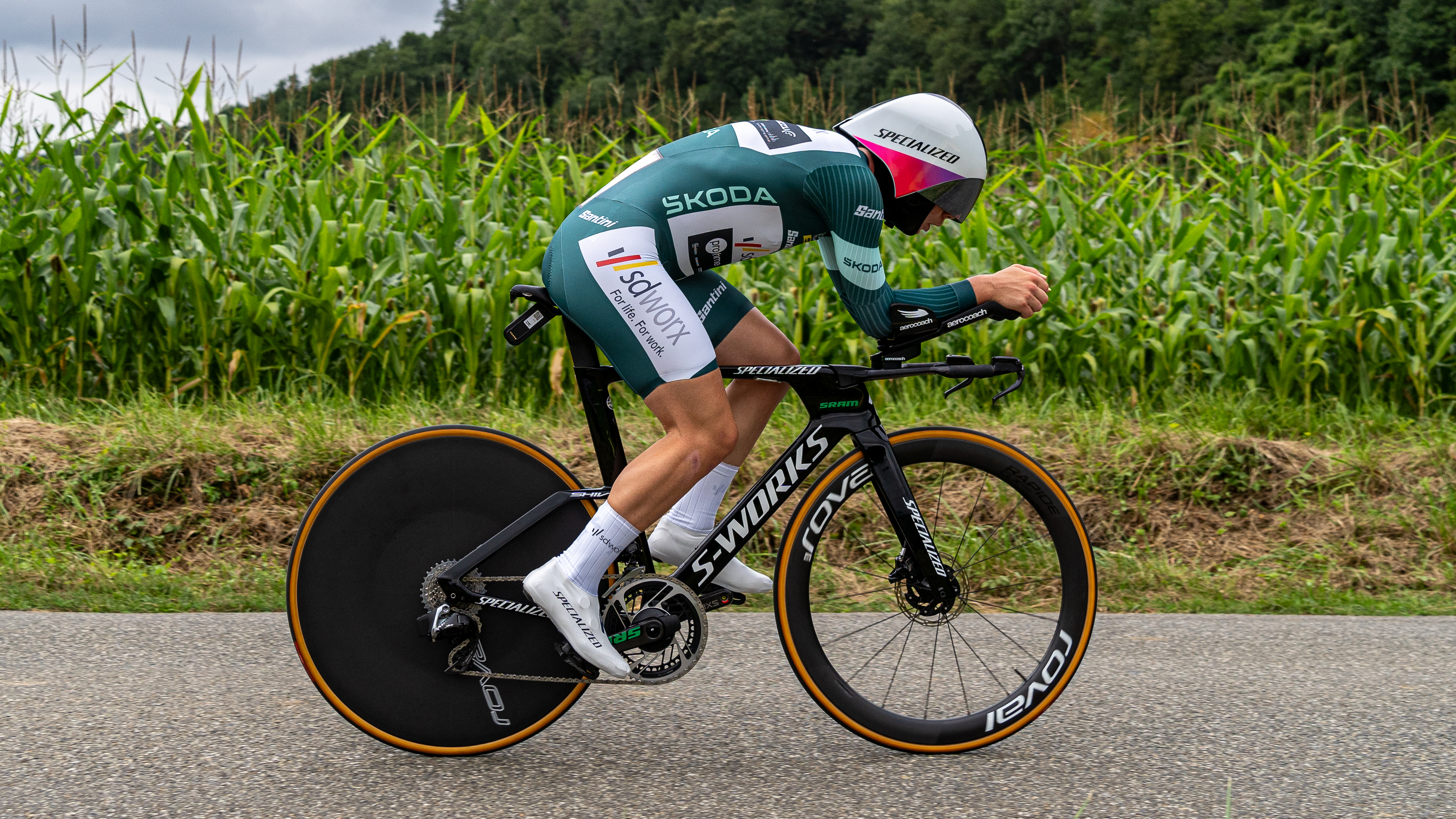
Lotte Kopecky portant le maillot vert lors de la dernière étape.

| 2e                    | Ashleigh Moolman Pasio   | Afrique du Sud        | AG Insurance-Soudal Quick-Step | 153 pts               |
| 3e                    | Demi Vollering           | Pays-Bas              | SD Worx                        | 97 pts                |
| 4e                    | Ricarda Bauernfeind      | Allemagne             | Canyon-SRAM Racing             | 81 pts                |
| 5e                    | Emma Norsgaard Jørgensen | Danemark              | Movistar Team                  | 67 pts                |
| 6e                    | Katarzyna Niewiadoma     | Pays-Bas              | Canyon-SRAM Racing             | 66 pts                |
| 7e                    | Liane Lippert            | Allemagne             | Movistar Team                  | 64 pts                |
| 8e                    | Marlen Reusser           | Suisse                | SD Worx                        | 60 pts                |
| 9e                    | Yara Kastelijn           | Pays-Bas              | Fenix-Deceuninck               | 60 pts                |
| 10e                   | Annemiek van Vleuten     | Pays-Bas              | Movistar Team                  | 59 pts                |
| modifier              |                          |                       |                                |                       |

#### Classement de la meilleure grimpeuse

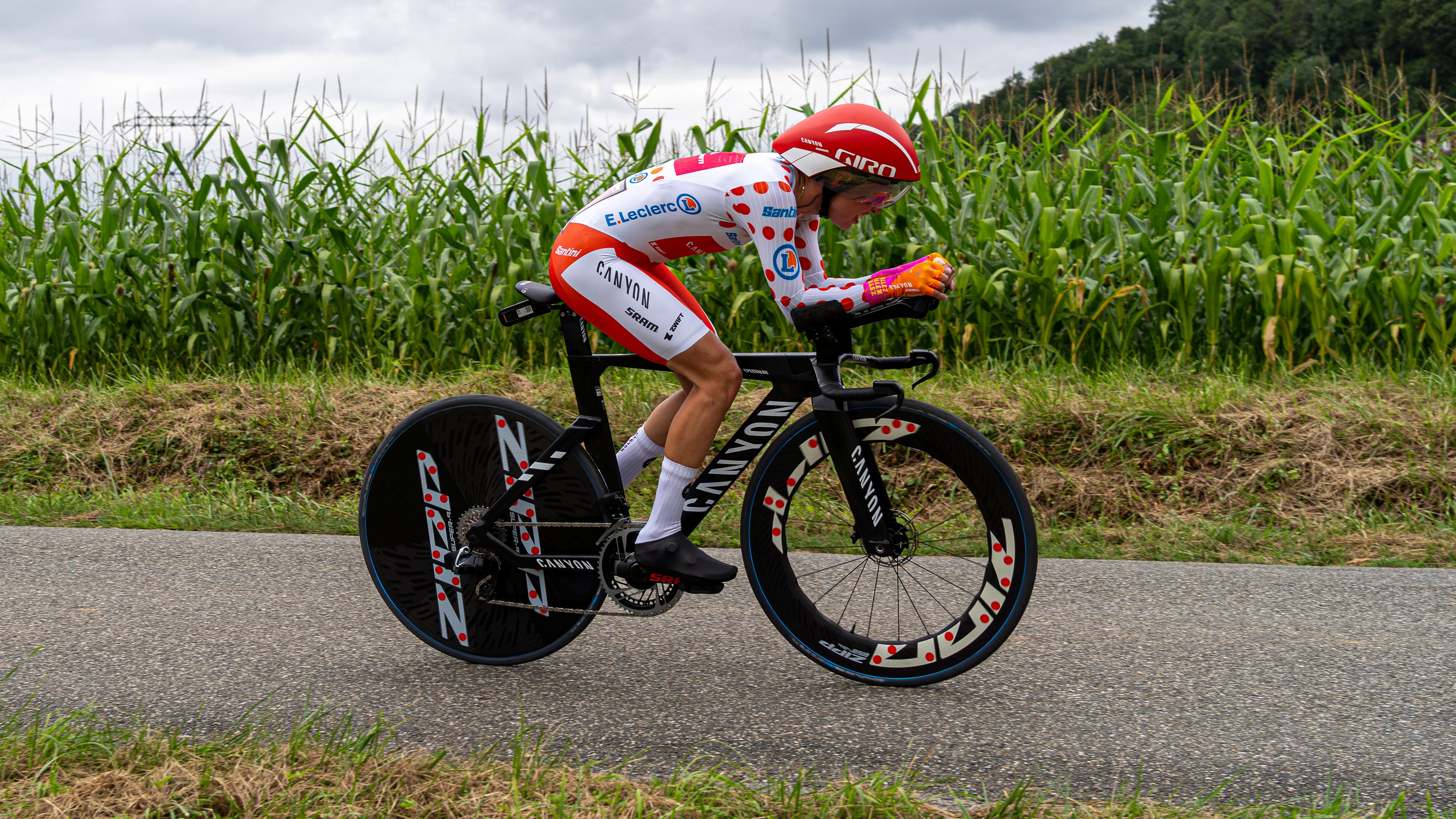
Katarzyna Niewiadoma portant le maillot à pois lors de la dernière étape.

| Classement de la meilleure grimpeuse | Classement de la meilleure grimpeuse | Classement de la meilleure grimpeuse | Classement de la meilleure grimpeuse | Classement de la meilleure grimpeuse |
| ------------------------------------ | ------------------------------------ | ------------------------------------ | ------------------------------------ | ------------------------------------ |
|                                      | Coureur                              | Pays                                 | Équipe                               | Point(s)                             |
| 1er                                  | Katarzyna Niewiadoma                 | Pologne                              | Canyon-SRAM Racing                   | 27 points                            |
| 2e                                   | Yara Kastelijn                       | Pays-Bas                             | Fenix-Deceuninck                     | 23 pts                               |
| 3e                                   | Demi Vollering                       | Pays-Bas                             | SD Worx                              | 19 pts                               |
| 4e                                   | Anouska Koster                       | Pays-Bas                             | Uno-X Pro Cycling Team               | 19 pts                               |
| 5e                                   | Annemiek van Vleuten                 | Pays-Bas                             | Movistar Team                        | 18 pts                               |
| 6e                                   | Kathrin Hammes                       | Allemagne                            | EF Education-TIBCO-SVB               | 11 pts                               |
| 7e                                   | Ashleigh Moolman Pasio               | Afrique du Sud                       | AG Insurance-Soudal Quick-Step       | 11 pts                               |
| 8e                                   | Juliette Labous                      | France                               | Team DSM-Firmenisch                  | 10 pts                               |
| 9e                                   | Julie Van de Velde                   | Belgique                             | Fenix-Deceuninck                     | 9 pts                                |
| 10e                                  | Agnieszka Skalniak-Sójka             | Pologne                              | Canyon-SRAM Racing                   | 8 pts                                |
| modifier                             |                                      |                                      |                                      |                                      |

#### Classement de la meilleure jeune

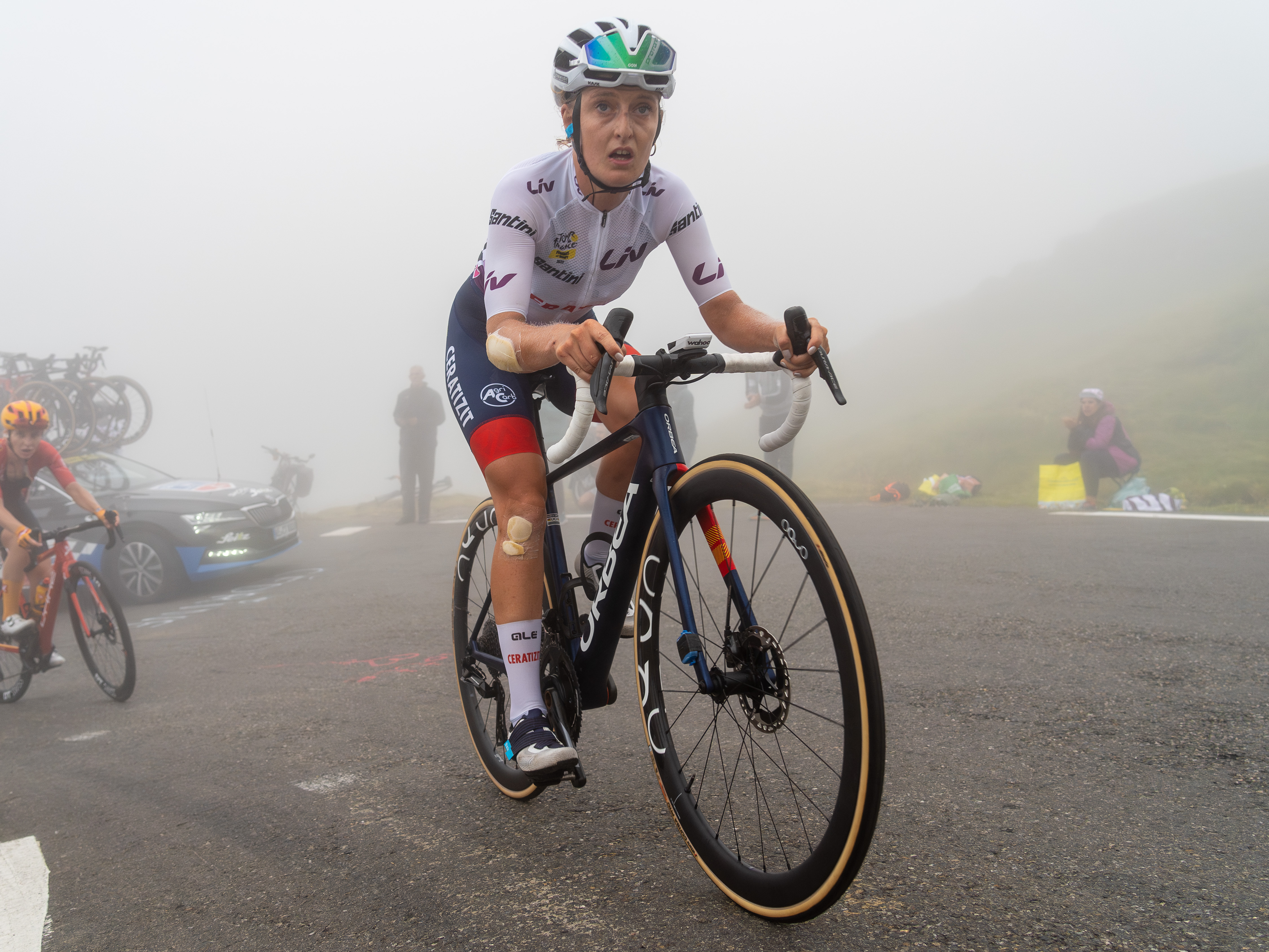
Cédrine Kerbaol portant le maillot blanc dans le col du Tourmalet.

| Classement général de la meilleure jeune | Classement général de la meilleure jeune | Classement général de la meilleure jeune | Classement général de la meilleure jeune | Classement général de la meilleure jeune |
|                                          | Coureur                                  | Pays                                     | Équipe                                   | Temps                                    |
| ---------------------------------------- | ---------------------------------------- | ---------------------------------------- | ---------------------------------------- | ---------------------------------------- |
| 1er                                      | Cédrine Kerbaol                          | France                                   | Ceratizit-WNT                            | en 25 h 30 min 2 s                       |
| 2e                                       | Ella Wyllie                              | Nouvelle-Zélande                         | Lifeplus Wahoo                           | + 3 min 8 s                              |
| 3e                                       | Eleonora Gasparrini                      | Italie                                   | UAE Team ADQ                             | + 23 min 6 s                             |
| 4e                                       | Léa Curinier                             | France                                   | Team DSM-Firmenich                       | + 28 min 5 s                             |
| 5e                                       | Alice Towers                             | Grande-Bretagne                          | Canyon-SRAM Racing                       | + 32 min 10 s                            |
| 6e                                       | Caroline Andersson                       | Suède                                    | Liv Racing TeqFind                       | + 32 min 46 s                            |
| 7e                                       | Silke Smulders                           | Pays-Bas                                 | Liv Racing TeqFind                       | + 32 min 58 s                            |
| 8e                                       | Julia Borgström                          | Suède                                    | AG Insurance-Soudal Quick-Step           | + 33 min 28 s                            |
| 9e                                       | Julie De Wilde                           | Belgique                                 | Fenix-Deceuninck                         | + 57 min 40 s                            |
| 10e                                      | Nina Berton                              | Luxembourg                               | Ceratizit-WNT                            | + 57 min 41 s                            |
| modifier                                 |                                          |                                          |                                          |                                          |

#### Classement par équipes
| Classement par équipes | Classement par équipes         | Classement par équipes | Classement par équipes |
|                        | Équipe                         | Pays                   | Temps                  |
| ---------------------- | ------------------------------ | ---------------------- | ---------------------- |
| 1re                    | SD Worx                        | Pays-Bas               | en 76 h 17 min 38 s    |
| 2e                     | Canyon-SRAM Racing             | Allemagne              | + 12 min 5 s           |
| 3e                     | Movistar Team                  | Espagne                | + 18 min 3 s           |
| 4e                     | FDJ-Suez                       | France                 | + 19 min 40 s          |
| 5e                     | UAE Team ADQ                   | Émirats arabes unis    | + 31 min 26 s          |
| 6e                     | AG Insurance-Soudal Quick-Step | Belgique               | + 35 min 53 s          |
| 7e                     | Jumbo-Visma                    | Pays-Bas               | + 44 min 26 s          |
| 8e                     | Lidl-Trek                      | États-Unis             | + 47 min 31 s          |
| 9e                     | Team DSM-Firmenisch            | Pays-Bas               | + 50 min 20 s          |
| 10e                    | Israel-Premier Tech Roland     | Suisse                 | + 57 min 29 s          |
| modifier               |                                |                        |                        |

#### Prix de la Combativité

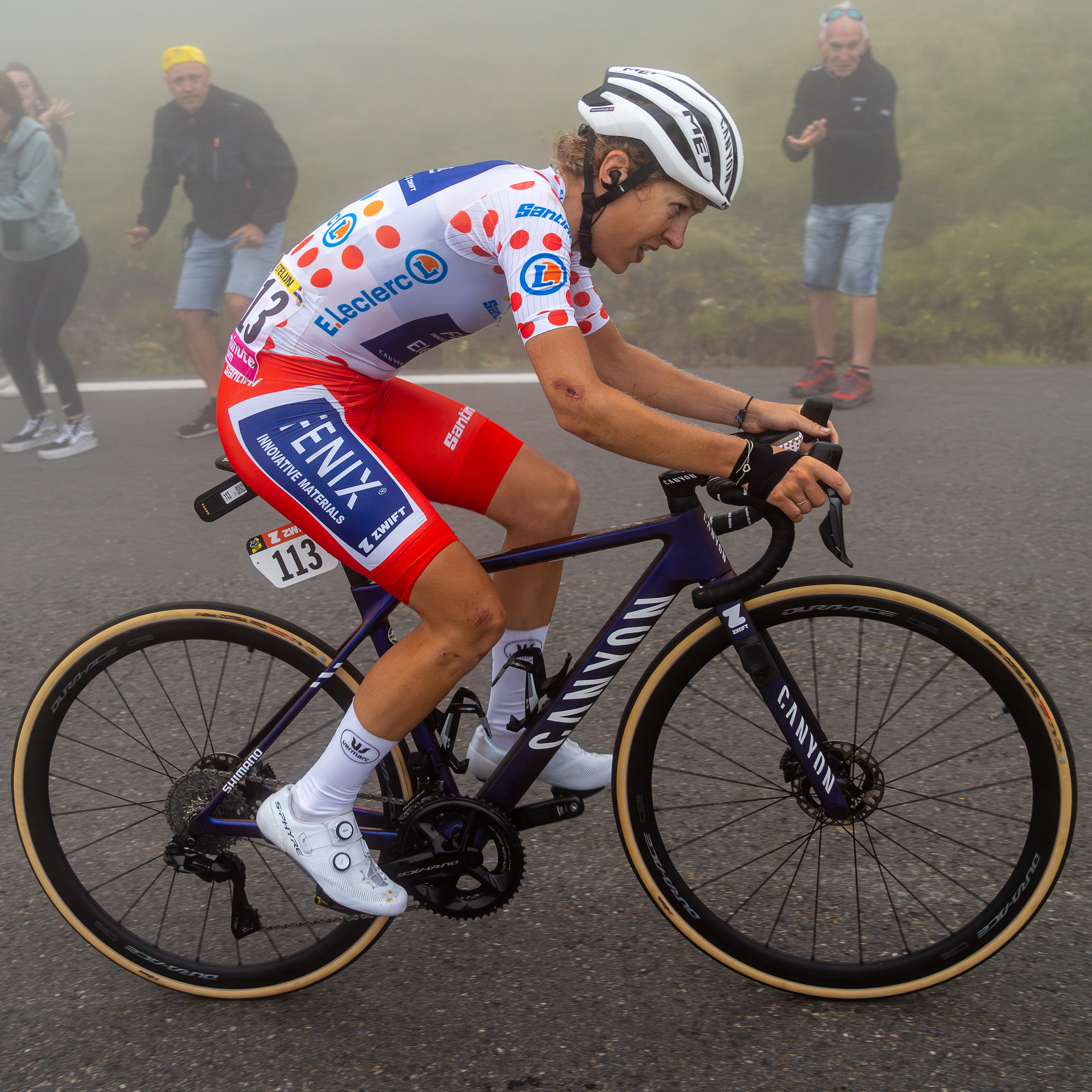
Yara Kastelijn portant le maillot à pois dans le col du Tourmalet.

- Yara Kastelijn  (Fenix-Deceuninck)

## Évolution des classements
| Étape              | Vainqueur                | Classement général | Classement par points | Classement de la montagne | Classement de la meilleure jeune | Classement par équipes | Prix de la combativité   |
| ------------------ | ------------------------ | ------------------ | --------------------- | ------------------------- | -------------------------------- | ---------------------- | ------------------------ |
| 1                  | Lotte Kopecky            | Lotte Kopecky      | Lotte Kopecky         | Lotte Kopecky             | Cédrine Kerbaol                  | SD Worx                | Marta Lach               |
| 2                  | Liane Lippert            | Lotte Kopecky      | Lotte Kopecky         | Yara Kastelijn            | Cédrine Kerbaol                  | SD Worx                | Anouska Koster           |
| 3                  | Lorena Wiebes            | Lotte Kopecky      | Lotte Kopecky         | Julie Van de Velde        | Cédrine Kerbaol                  | SD Worx                | Julie Van de Velde       |
| 4                  | Yara Kastelijn           | Lotte Kopecky      | Lotte Kopecky         | Anouska Koster            | Cédrine Kerbaol                  | SD Worx                | Yara Kastelijn           |
| 5                  | Ricarda Bauernfeind      | Lotte Kopecky      | Lotte Kopecky         | Yara Kastelijn            | Cédrine Kerbaol                  | SD Worx                | Ricarda Bauernfeind      |
| 6                  | Emma Norsgaard Jørgensen | Lotte Kopecky      | Lotte Kopecky         | Yara Kastelijn            | Cédrine Kerbaol                  | SD Worx                | Agnieszka Skalniak-Sójka |
| 7                  | Demi Vollering           | Demi Vollering     | Lotte Kopecky         | Katarzyna Niewiadoma      | Cédrine Kerbaol                  | SD Worx                | Katarzyna Niewiadoma     |
| 8                  | Marlen Reusser           | Demi Vollering     | Lotte Kopecky         | Katarzyna Niewiadoma      | Cédrine Kerbaol                  | SD Worx                | Non décerné              |
| Classements finals | Classements finals       | Demi Vollering     | Lotte Kopecky         | Katarzyna Niewiadoma      | Cédrine Kerbaol                  | SD Worx                | Yara Kastelijn           |

## Liste des participantes
En raison de l'invasion de l'Ukraine par la Russie depuis 2022, les coureuses représentant la Biélorussie et la Russie sont autorisées à concourir par l'UCI et les organisateurs du Tour de France Femmes mais uniquement sous bannière neutre.
| Movistar Team MOV | Movistar Team MOV                   | Movistar Team MOV |
| ----------------- | ----------------------------------- | ----------------- |
| Num               | Coureuse                            | Pos               |
| 1                 | Annemiek van Vleuten (NED) (route)  | 4e                |
| 2                 | Aude Biannic (FRA)                  | 84e               |
| 3                 | Sheyla Gutiérrez (ESP)              | 89e               |
| 4                 | Emma Norsgaard Bjerg (DEN) (chrono) | 70e               |
| 5                 | Liane Lippert (GER) (route)         | 20e               |
| 6                 | Floortje Mackaij (NED)              | 65e               |
| 7                 | Paula Patiño (COL)                  | 25e               |

| SD Worx SDW | SD Worx SDW                           | SD Worx SDW |
| ----------- | ------------------------------------- | ----------- |
| Num         | Coureuse                              | Pos         |
| 11          | Demi Vollering (NED) (route)          | 1re         |
| 12          | Mischa Bredewold (NED)                | 63e         |
| 13          | Elena Cecchini (ITA)                  | 95e         |
| 14          | Lotte Kopecky (BEL) (route et chrono) | 2e          |
| 15          | Christine Majerus (LUX) (route)       | 60e         |
| 16          | Marlen Reusser (SUI) (route)          | 28e         |
| 17          | Lorena Wiebes (NED) (route)           | NP-5        |

| Canyon-SRAM Racing CSR | Canyon-SRAM Racing CSR                  | Canyon-SRAM Racing CSR |
| ---------------------- | --------------------------------------- | ---------------------- |
| Num                    | Coureuse                                | Pos                    |
| 21                     | Katarzyna Niewiadoma (POL)              | 3e                     |
| 22                     | Ricarda Bauernfeind (GER)               | 9e                     |
| 23                     | Élise Chabbey (SUI)                     | 36e                    |
| 24                     | Soraya Paladin (ITA)                    | 42e                    |
| 25                     | Sarah Roy (AUS)                         | 90e                    |
| 26                     | Agnieszka Skalniak-Sójka (POL) (chrono) | 54e                    |
| 27                     | Alice Towers (GBR)                      | 44e                    |

| Team Jumbo-Visma TJV | Team Jumbo-Visma TJV           | Team Jumbo-Visma TJV |
| -------------------- | ------------------------------ | -------------------- |
| Num                  | Coureuse                       | Pos                  |
| 31                   | Marianne Vos (NED)             | AB-7                 |
| 32                   | Anna Henderson (GBR)           | 68e                  |
| 33                   | Amber Kraak (NED)              | 17e                  |
| 34                   | Coryn Labecki (USA)            | 103e                 |
| 35                   | Riejanne Markus (NED) (chrono) | 11e                  |
| 36                   | Karlijn Swinkels (NED)         | 76e                  |
| 37                   | Eva van Agt (NED)              | AB-2                 |

| UAE Team ADQ UAD | UAE Team ADQ UAD                | UAE Team ADQ UAD |
| ---------------- | ------------------------------- | ---------------- |
| Num              | Coureuse                        | Pos              |
| 41               | Silvia Persico (ITA)            | 14e              |
| 42               | Alena Amialiusik                | 43e              |
| 43               | Olivia Baril (CAN)              | 29e              |
| 44               | Chiara Consonni (ITA)           | NP-7             |
| 45               | Eleonora Gasparrini (ITA)       | 32e              |
| 46               | Elizabeth Holden (GBR) (chrono) | 59e              |
| 47               | Erica Magnaldi (ITA)            | 13e              |

| Team dsm-firmenich DSM | Team dsm-firmenich DSM        | Team dsm-firmenich DSM |
| ---------------------- | ----------------------------- | ---------------------- |
| Num                    | Coureuse                      | Pos                    |
| 51                     | Juliette Labous (FRA)         | 5e                     |
| 52                     | Léa Curinier (FRA)            | 37e                    |
| 53                     | Pfeiffer Georgi (GBR) (route) | 61e                    |
| 54                     | Megan Jastrab (USA)           | 111e                   |
| 55                     | Charlotte Kool (NED)          | HD-7                   |
| 56                     | Esmée Peperkamp (NED)         | 48e                    |
| 57                     | Elise Uijen (NED)             | AB-4                   |

| Lidl-Trek LTK | Lidl-Trek LTK                                | Lidl-Trek LTK |
| ------------- | -------------------------------------------- | ------------- |
| Num           | Coureuse                                     | Pos           |
| 61            | Elisa Balsamo (ITA)                          | NP-7          |
| 62            | Lucinda Brand (NED)                          | 52e           |
| 63            | Lizzie Deignan (GBR)                         | 35e           |
| 64            | Lauretta Hanson (AUS)                        | 87e           |
| 65            | Elisa Longo Borghini (ITA) (route et chrono) | NP-7          |
| 66            | Ilaria Sanguineti (ITA)                      | 109e          |
| 67            | Amanda Spratt (AUS)                          | 10e           |

| FDJ-Suez FST | FDJ-Suez FST                | FDJ-Suez FST |
| ------------ | --------------------------- | ------------ |
| Num          | Coureuse                    | Pos          |
| 71           | Cecilie Uttrup Ludwig (DEN) | 7e           |
| 72           | Loes Adegeest (NED)         | AB-7         |
| 73           | Grace Brown (AUS) (chrono)  | 31e          |
| 74           | Marta Cavalli (ITA)         | 19e          |
| 75           | Vittoria Guazzini (ITA)     | 114e         |
| 76           | Évita Muzic (FRA)           | AB-5         |
| 77           | Jade Wiel (FRA)             | 67e          |

| EF Education-TIBCO-SVB TIB | EF Education-TIBCO-SVB TIB      | EF Education-TIBCO-SVB TIB |
| -------------------------- | ------------------------------- | -------------------------- |
| Num                        | Coureuse                        | Pos                        |
| 81                         | Veronica Ewers (USA)            | NP-7                       |
| 82                         | Letizia Borghesi (ITA)          | 62e                        |
| 83                         | Kathrin Hammes (GER)            | 50e                        |
| 84                         | Alison Jackson (CAN) (route)    | 108e                       |
| 85                         | Sara Poidevin (CAN)             | 80e                        |
| 86                         | Magdeleine Vallieres (CAN)      | 97e                        |
| 87                         | Georgia Williams (NZL) (chrono) | 58e                        |

| Liv Racing TeqFind LIV | Liv Racing TeqFind LIV    | Liv Racing TeqFind LIV |
| ---------------------- | ------------------------- | ---------------------- |
| Num                    | Coureuse                  | Pos                    |
| 91                     | Mavi García (ESP) (route) | NP-8                   |
| 92                     | Caroline Andersson (SWE)  | 45e                    |
| 93                     | Rachele Barbieri (ITA)    | AB-4                   |
| 94                     | Thalita de Jong (NED)     | 66e                    |
| 95                     | Jeanne Korevaar (NED)     | 101e                   |
| 96                     | Silke Smulders (NED)      | 46e                    |
| 97                     | Quinty Ton (NED)          | 56e                    |

| AG Insurance-Soudal Quick-Step AGS | AG Insurance-Soudal Quick-Step AGS | AG Insurance-Soudal Quick-Step AGS |
| ---------------------------------- | ---------------------------------- | ---------------------------------- |
| Num                                | Coureuse                           | Pos                                |
| 101                                | Ashleigh Moolman (RSA)             | 6e                                 |
| 102                                | Mireia Benito (ESP) (chrono)       | AB-1                               |
| 103                                | Maaike Boogaard (NED)              | 91e                                |
| 104                                | Julia Borgström (SWE)              | 47e                                |
| 105                                | Justine Ghekiere (BEL)             | 22e                                |
| 106                                | Lotta Henttala (FIN)               | DQ-6                               |
| 107                                | Romy Kasper (GER)                  | 38e                                |

| Fenix-Deceuninck FED | Fenix-Deceuninck FED          | Fenix-Deceuninck FED |
| -------------------- | ----------------------------- | -------------------- |
| Num                  | Coureuse                      | Pos                  |
| 111                  | Julie De Wilde (BEL)          | 82e                  |
| 112                  | Sanne Cant (BEL)              | 85e                  |
| 113                  | Yara Kastelijn (NED)          | 26e                  |
| 114                  | Evy Kuijpers (NED)            | 104e                 |
| 115                  | Christina Schweinberger (AUT) | 39e                  |
| 116                  | Marthe Truyen (BEL)           | 73e                  |
| 117                  | Julie Van de Velde (BEL)      | 57e                  |

| Israel-Premier Tech Roland CGS | Israel-Premier Tech Roland CGS | Israel-Premier Tech Roland CGS |
| ------------------------------ | ------------------------------ | ------------------------------ |
| Num                            | Coureuse                       | Pos                            |
| 121                            | Claire Steels (GBR)            | 18e                            |
| 122                            | Fien Delbaere (BEL)            | AB-2                           |
| 123                            | Tamara Dronova                 | 21e                            |
| 124                            | Nathalie Eklund (SWE)          | 102e                           |
| 125                            | Elena Hartmann (SUI)           | 79e                            |
| 126                            | Elizabeth Stannard (AUS)       | 53e                            |
| 127                            | Lara Vieceli (ITA)             | NP-2                           |

| Uno-X Pro Cycling Team UXT | Uno-X Pro Cycling Team UXT           | Uno-X Pro Cycling Team UXT |
| -------------------------- | ------------------------------------ | -------------------------- |
| Num                        | Coureuse                             | Pos                        |
| 131                        | Anouska Koster (NED)                 | 40e                        |
| 132                        | Susanne Andersen (NOR) (route)       | 93e                        |
| 133                        | Maria Giulia Confalonieri (ITA)      | NP-7                       |
| 134                        | Marte Berg Edseth (NOR)              | AB-3                       |
| 135                        | Hannah Ludwig (GER)                  | 71e                        |
| 136                        | Wilma Olausson (SWE)                 | 106e                       |
| 137                        | Mie Bjørndal Ottestad (NOR) (chrono) | NP-5                       |

| St Michel-Mavic-Auber 93 AUB | St Michel-Mavic-Auber 93 AUB | St Michel-Mavic-Auber 93 AUB |
| ---------------------------- | ---------------------------- | ---------------------------- |
| Num                          | Coureuse                     | Pos                          |
| 141                          | Coralie Demay (FRA)          | 27e                          |
| 142                          | Sandrine Bideau (FRA)        | 112e                         |
| 143                          | Simone Boilard (CAN)         | 34e                          |
| 144                          | Camille Fahy (FRA)           | 86e                          |
| 145                          | Célia Le Mouël (FRA)         | 88e                          |
| 146                          | Dilyxine Miermont (FRA)      | 64e                          |
| 147                          | Margot Pompanon (FRA)        | 81e                          |

| Human Powered Health HPW | Human Powered Health HPW                   | Human Powered Health HPW |
| ------------------------ | ------------------------------------------ | ------------------------ |
| Num                      | Coureuse                                   | Pos                      |
| 151                      | Audrey Cordon-Ragot (FRA)                  | 33e                      |
| 152                      | Alice Barnes (GBR)                         | HD-7                     |
| 153                      | Henrietta Christie (NZL)                   | 105e                     |
| 154                      | Ántri Christofórou (CYP) (route et chrono) | 119e                     |
| 155                      | Barbara Malcotti (ITA)                     | 24e                      |
| 156                      | Marjolein van 't Geloof (NED)              | 123e                     |
| 157                      | Eri Yonamine (JPN) (chrono)                | 78e                      |

| Cofidis COF | Cofidis COF                   | Cofidis COF |
| ----------- | ----------------------------- | ----------- |
| Num         | Coureuse                      | Pos         |
| 161         | Clara Koppenburg (GER)        | 15e         |
| 162         | Martina Alzini (ITA)          | AB-7        |
| 163         | Morgane Coston (FRA)          | 74e         |
| 164         | Špela Kern (SLO)              | NP-3        |
| 165         | Rachel Neylan (AUS)           | 49e         |
| 166         | Gabrielle Pilote Fortin (CAN) | AB-5        |
| 167         | Josie Talbot (AUS)            | 122e        |

| Team Jayco AlUla BEX | Team Jayco AlUla BEX  | Team Jayco AlUla BEX |
| -------------------- | --------------------- | -------------------- |
| Num                  | Coureuse              | Pos                  |
| 171                  | Ane Santesteban (ESP) | 8e                   |
| 172                  | Jessica Allen (AUS)   | 118e                 |
| 173                  | Teniel Campbell (TTO) | 99e                  |
| 174                  | Georgie Howe (AUS)    | 96e                  |
| 175                  | Nina Kessler (NED)    | 94e                  |
| 176                  | Alexandra Manly (AUS) | 75e                  |
| 177                  | Amber Pate (AUS)      | 72e                  |

| Lifeplus Wahoo DRP | Lifeplus Wahoo DRP         | Lifeplus Wahoo DRP |
| ------------------ | -------------------------- | ------------------ |
| Num                | Coureuse                   | Pos                |
| 181                | Margaux Vigié (FRA)        | 110e               |
| 182                | Natalie Grinczer (GBR)     | 30e                |
| 183                | Typhaine Laurance (FRA)    | 120e               |
| 184                | Kaja Rysz (POL)            | AB-5               |
| 185                | April Tacey (GBR)          | 116e               |
| 186                | Babette van der Wolf (NED) | AB-7               |
| 187                | Ella Wyllie (NZL)          | 16e                |

| Ceratizit-WNT Pro Cycling WNT | Ceratizit-WNT Pro Cycling WNT  | Ceratizit-WNT Pro Cycling WNT |
| ----------------------------- | ------------------------------ | ----------------------------- |
| Num                           | Coureuse                       | Pos                           |
| 191                           | Cédrine Kerbaol (FRA) (chrono) | 12e                           |
| 192                           | Sandra Alonso (ESP)            | 92e                           |
| 193                           | Alice Maria Arzuffi (ITA)      | 41e                           |
| 194                           | Nina Berton (LUX)              | 83e                           |
| 195                           | Arianna Fidanza (ITA)          | 98e                           |
| 196                           | Marta Lach (POL)               | 51e                           |
| 197                           | Kathrin Schweinberger (AUT)    | 100e                          |

| Arkéa Pro Cycling Team ARK | Arkéa Pro Cycling Team ARK    | Arkéa Pro Cycling Team ARK |
| -------------------------- | ----------------------------- | -------------------------- |
| Num                        | Coureuse                      | Pos                        |
| 201                        | Danielle De Francesco (AUS)   | 77e                        |
| 202                        | Clara Emond (CAN)             | 23e                        |
| 203                        | Maaike Coljé (NED)            | 55e                        |
| 204                        | Amandine Fouquenet (FRA)      | AB-2                       |
| 205                        | Anastasiya Kolesava           | 115e                       |
| 206                        | Marie-Morgane Le Deunff (FRA) | HD-6                       |
| 207                        | Anaïs Morichon (FRA)          | AB-4                       |

| Coop-Hitec Products HPU | Coop-Hitec Products HPU       | Coop-Hitec Products HPU |
| ----------------------- | ----------------------------- | ----------------------- |
| Num                     | Coureuse                      | Pos                     |
| 211                     | Jenny Rissveds (SWE) (chrono) | NP-5                    |
| 212                     | Stine Dale (NOR)              | 107e                    |
| 213                     | India Grangier (FRA)          | 117e                    |
| 214                     | Sigrid Ytterhus Haugset (NOR) | 69e                     |
| 215                     | Tiril Jørgensen (NOR)         | 113e                    |
| 216                     | Lucie Jounier (FRA)           | AB-3                    |
| 217                     | Josie Nelson (GBR)            | 121e                    |

| Movistar Team MOV | Movistar Team MOV                   | Movistar Team MOV |
| ----------------- | ----------------------------------- | ----------------- |
| Num               | Coureuse                            | Pos               |
| 1                 | Annemiek van Vleuten (NED) (route)  | 4e                |
| 2                 | Aude Biannic (FRA)                  | 84e               |
| 3                 | Sheyla Gutiérrez (ESP)              | 89e               |
| 4                 | Emma Norsgaard Bjerg (DEN) (chrono) | 70e               |
| 5                 | Liane Lippert (GER) (route)         | 20e               |
| 6                 | Floortje Mackaij (NED)              | 65e               |
| 7                 | Paula Patiño (COL)                  | 25e               |

| SD Worx SDW | SD Worx SDW                           | SD Worx SDW |
| ----------- | ------------------------------------- | ----------- |
| Num         | Coureuse                              | Pos         |
| 11          | Demi Vollering (NED) (route)          | 1re         |
| 12          | Mischa Bredewold (NED)                | 63e         |
| 13          | Elena Cecchini (ITA)                  | 95e         |
| 14          | Lotte Kopecky (BEL) (route et chrono) | 2e          |
| 15          | Christine Majerus (LUX) (route)       | 60e         |
| 16          | Marlen Reusser (SUI) (route)          | 28e         |
| 17          | Lorena Wiebes (NED) (route)           | NP-5        |

| Canyon-SRAM Racing CSR | Canyon-SRAM Racing CSR                  | Canyon-SRAM Racing CSR |
| ---------------------- | --------------------------------------- | ---------------------- |
| Num                    | Coureuse                                | Pos                    |
| 21                     | Katarzyna Niewiadoma (POL)              | 3e                     |
| 22                     | Ricarda Bauernfeind (GER)               | 9e                     |
| 23                     | Élise Chabbey (SUI)                     | 36e                    |
| 24                     | Soraya Paladin (ITA)                    | 42e                    |
| 25                     | Sarah Roy (AUS)                         | 90e                    |
| 26                     | Agnieszka Skalniak-Sójka (POL) (chrono) | 54e                    |
| 27                     | Alice Towers (GBR)                      | 44e                    |

| Team Jumbo-Visma TJV | Team Jumbo-Visma TJV           | Team Jumbo-Visma TJV |
| -------------------- | ------------------------------ | -------------------- |
| Num                  | Coureuse                       | Pos                  |
| 31                   | Marianne Vos (NED)             | AB-7                 |
| 32                   | Anna Henderson (GBR)           | 68e                  |
| 33                   | Amber Kraak (NED)              | 17e                  |
| 34                   | Coryn Labecki (USA)            | 103e                 |
| 35                   | Riejanne Markus (NED) (chrono) | 11e                  |
| 36                   | Karlijn Swinkels (NED)         | 76e                  |
| 37                   | Eva van Agt (NED)              | AB-2                 |

| UAE Team ADQ UAD | UAE Team ADQ UAD                | UAE Team ADQ UAD |
| ---------------- | ------------------------------- | ---------------- |
| Num              | Coureuse                        | Pos              |
| 41               | Silvia Persico (ITA)            | 14e              |
| 42               | Alena Amialiusik                | 43e              |
| 43               | Olivia Baril (CAN)              | 29e              |
| 44               | Chiara Consonni (ITA)           | NP-7             |
| 45               | Eleonora Gasparrini (ITA)       | 32e              |
| 46               | Elizabeth Holden (GBR) (chrono) | 59e              |
| 47               | Erica Magnaldi (ITA)            | 13e              |

| Team dsm-firmenich DSM | Team dsm-firmenich DSM        | Team dsm-firmenich DSM |
| ---------------------- | ----------------------------- | ---------------------- |
| Num                    | Coureuse                      | Pos                    |
| 51                     | Juliette Labous (FRA)         | 5e                     |
| 52                     | Léa Curinier (FRA)            | 37e                    |
| 53                     | Pfeiffer Georgi (GBR) (route) | 61e                    |
| 54                     | Megan Jastrab (USA)           | 111e                   |
| 55                     | Charlotte Kool (NED)          | HD-7                   |
| 56                     | Esmée Peperkamp (NED)         | 48e                    |
| 57                     | Elise Uijen (NED)             | AB-4                   |

| Lidl-Trek LTK | Lidl-Trek LTK                                | Lidl-Trek LTK |
| ------------- | -------------------------------------------- | ------------- |
| Num           | Coureuse                                     | Pos           |
| 61            | Elisa Balsamo (ITA)                          | NP-7          |
| 62            | Lucinda Brand (NED)                          | 52e           |
| 63            | Lizzie Deignan (GBR)                         | 35e           |
| 64            | Lauretta Hanson (AUS)                        | 87e           |
| 65            | Elisa Longo Borghini (ITA) (route et chrono) | NP-7          |
| 66            | Ilaria Sanguineti (ITA)                      | 109e          |
| 67            | Amanda Spratt (AUS)                          | 10e           |

| FDJ-Suez FST | FDJ-Suez FST                | FDJ-Suez FST |
| ------------ | --------------------------- | ------------ |
| Num          | Coureuse                    | Pos          |
| 71           | Cecilie Uttrup Ludwig (DEN) | 7e           |
| 72           | Loes Adegeest (NED)         | AB-7         |
| 73           | Grace Brown (AUS) (chrono)  | 31e          |
| 74           | Marta Cavalli (ITA)         | 19e          |
| 75           | Vittoria Guazzini (ITA)     | 114e         |
| 76           | Évita Muzic (FRA)           | AB-5         |
| 77           | Jade Wiel (FRA)             | 67e          |

| EF Education-TIBCO-SVB TIB | EF Education-TIBCO-SVB TIB      | EF Education-TIBCO-SVB TIB |
| -------------------------- | ------------------------------- | -------------------------- |
| Num                        | Coureuse                        | Pos                        |
| 81                         | Veronica Ewers (USA)            | NP-7                       |
| 82                         | Letizia Borghesi (ITA)          | 62e                        |
| 83                         | Kathrin Hammes (GER)            | 50e                        |
| 84                         | Alison Jackson (CAN) (route)    | 108e                       |
| 85                         | Sara Poidevin (CAN)             | 80e                        |
| 86                         | Magdeleine Vallieres (CAN)      | 97e                        |
| 87                         | Georgia Williams (NZL) (chrono) | 58e                        |

| Liv Racing TeqFind LIV | Liv Racing TeqFind LIV    | Liv Racing TeqFind LIV |
| ---------------------- | ------------------------- | ---------------------- |
| Num                    | Coureuse                  | Pos                    |
| 91                     | Mavi García (ESP) (route) | NP-8                   |
| 92                     | Caroline Andersson (SWE)  | 45e                    |
| 93                     | Rachele Barbieri (ITA)    | AB-4                   |
| 94                     | Thalita de Jong (NED)     | 66e                    |
| 95                     | Jeanne Korevaar (NED)     | 101e                   |
| 96                     | Silke Smulders (NED)      | 46e                    |
| 97                     | Quinty Ton (NED)          | 56e                    |

| AG Insurance-Soudal Quick-Step AGS | AG Insurance-Soudal Quick-Step AGS | AG Insurance-Soudal Quick-Step AGS |
| ---------------------------------- | ---------------------------------- | ---------------------------------- |
| Num                                | Coureuse                           | Pos                                |
| 101                                | Ashleigh Moolman (RSA)             | 6e                                 |
| 102                                | Mireia Benito (ESP) (chrono)       | AB-1                               |
| 103                                | Maaike Boogaard (NED)              | 91e                                |
| 104                                | Julia Borgström (SWE)              | 47e                                |
| 105                                | Justine Ghekiere (BEL)             | 22e                                |
| 106                                | Lotta Henttala (FIN)               | DQ-6                               |
| 107                                | Romy Kasper (GER)                  | 38e                                |

| Fenix-Deceuninck FED | Fenix-Deceuninck FED          | Fenix-Deceuninck FED |
| -------------------- | ----------------------------- | -------------------- |
| Num                  | Coureuse                      | Pos                  |
| 111                  | Julie De Wilde (BEL)          | 82e                  |
| 112                  | Sanne Cant (BEL)              | 85e                  |
| 113                  | Yara Kastelijn (NED)          | 26e                  |
| 114                  | Evy Kuijpers (NED)            | 104e                 |
| 115                  | Christina Schweinberger (AUT) | 39e                  |
| 116                  | Marthe Truyen (BEL)           | 73e                  |
| 117                  | Julie Van de Velde (BEL)      | 57e                  |

| Israel-Premier Tech Roland CGS | Israel-Premier Tech Roland CGS | Israel-Premier Tech Roland CGS |
| ------------------------------ | ------------------------------ | ------------------------------ |
| Num                            | Coureuse                       | Pos                            |
| 121                            | Claire Steels (GBR)            | 18e                            |
| 122                            | Fien Delbaere (BEL)            | AB-2                           |
| 123                            | Tamara Dronova                 | 21e                            |
| 124                            | Nathalie Eklund (SWE)          | 102e                           |
| 125                            | Elena Hartmann (SUI)           | 79e                            |
| 126                            | Elizabeth Stannard (AUS)       | 53e                            |
| 127                            | Lara Vieceli (ITA)             | NP-2                           |

| Uno-X Pro Cycling Team UXT | Uno-X Pro Cycling Team UXT           | Uno-X Pro Cycling Team UXT |
| -------------------------- | ------------------------------------ | -------------------------- |
| Num                        | Coureuse                             | Pos                        |
| 131                        | Anouska Koster (NED)                 | 40e                        |
| 132                        | Susanne Andersen (NOR) (route)       | 93e                        |
| 133                        | Maria Giulia Confalonieri (ITA)      | NP-7                       |
| 134                        | Marte Berg Edseth (NOR)              | AB-3                       |
| 135                        | Hannah Ludwig (GER)                  | 71e                        |
| 136                        | Wilma Olausson (SWE)                 | 106e                       |
| 137                        | Mie Bjørndal Ottestad (NOR) (chrono) | NP-5                       |

| St Michel-Mavic-Auber 93 AUB | St Michel-Mavic-Auber 93 AUB | St Michel-Mavic-Auber 93 AUB |
| ---------------------------- | ---------------------------- | ---------------------------- |
| Num                          | Coureuse                     | Pos                          |
| 141                          | Coralie Demay (FRA)          | 27e                          |
| 142                          | Sandrine Bideau (FRA)        | 112e                         |
| 143                          | Simone Boilard (CAN)         | 34e                          |
| 144                          | Camille Fahy (FRA)           | 86e                          |
| 145                          | Célia Le Mouël (FRA)         | 88e                          |
| 146                          | Dilyxine Miermont (FRA)      | 64e                          |
| 147                          | Margot Pompanon (FRA)        | 81e                          |

| Human Powered Health HPW | Human Powered Health HPW                   | Human Powered Health HPW |
| ------------------------ | ------------------------------------------ | ------------------------ |
| Num                      | Coureuse                                   | Pos                      |
| 151                      | Audrey Cordon-Ragot (FRA)                  | 33e                      |
| 152                      | Alice Barnes (GBR)                         | HD-7                     |
| 153                      | Henrietta Christie (NZL)                   | 105e                     |
| 154                      | Ántri Christofórou (CYP) (route et chrono) | 119e                     |
| 155                      | Barbara Malcotti (ITA)                     | 24e                      |
| 156                      | Marjolein van 't Geloof (NED)              | 123e                     |
| 157                      | Eri Yonamine (JPN) (chrono)                | 78e                      |

| Cofidis COF | Cofidis COF                   | Cofidis COF |
| ----------- | ----------------------------- | ----------- |
| Num         | Coureuse                      | Pos         |
| 161         | Clara Koppenburg (GER)        | 15e         |
| 162         | Martina Alzini (ITA)          | AB-7        |
| 163         | Morgane Coston (FRA)          | 74e         |
| 164         | Špela Kern (SLO)              | NP-3        |
| 165         | Rachel Neylan (AUS)           | 49e         |
| 166         | Gabrielle Pilote Fortin (CAN) | AB-5        |
| 167         | Josie Talbot (AUS)            | 122e        |

| Team Jayco AlUla BEX | Team Jayco AlUla BEX  | Team Jayco AlUla BEX |
| -------------------- | --------------------- | -------------------- |
| Num                  | Coureuse              | Pos                  |
| 171                  | Ane Santesteban (ESP) | 8e                   |
| 172                  | Jessica Allen (AUS)   | 118e                 |
| 173                  | Teniel Campbell (TTO) | 99e                  |
| 174                  | Georgie Howe (AUS)    | 96e                  |
| 175                  | Nina Kessler (NED)    | 94e                  |
| 176                  | Alexandra Manly (AUS) | 75e                  |
| 177                  | Amber Pate (AUS)      | 72e                  |

| Lifeplus Wahoo DRP | Lifeplus Wahoo DRP         | Lifeplus Wahoo DRP |
| ------------------ | -------------------------- | ------------------ |
| Num                | Coureuse                   | Pos                |
| 181                | Margaux Vigié (FRA)        | 110e               |
| 182                | Natalie Grinczer (GBR)     | 30e                |
| 183                | Typhaine Laurance (FRA)    | 120e               |
| 184                | Kaja Rysz (POL)            | AB-5               |
| 185                | April Tacey (GBR)          | 116e               |
| 186                | Babette van der Wolf (NED) | AB-7               |
| 187                | Ella Wyllie (NZL)          | 16e                |

| Ceratizit-WNT Pro Cycling WNT | Ceratizit-WNT Pro Cycling WNT  | Ceratizit-WNT Pro Cycling WNT |
| ----------------------------- | ------------------------------ | ----------------------------- |
| Num                           | Coureuse                       | Pos                           |
| 191                           | Cédrine Kerbaol (FRA) (chrono) | 12e                           |
| 192                           | Sandra Alonso (ESP)            | 92e                           |
| 193                           | Alice Maria Arzuffi (ITA)      | 41e                           |
| 194                           | Nina Berton (LUX)              | 83e                           |
| 195                           | Arianna Fidanza (ITA)          | 98e                           |
| 196                           | Marta Lach (POL)               | 51e                           |
| 197                           | Kathrin Schweinberger (AUT)    | 100e                          |

| Arkéa Pro Cycling Team ARK | Arkéa Pro Cycling Team ARK    | Arkéa Pro Cycling Team ARK |
| -------------------------- | ----------------------------- | -------------------------- |
| Num                        | Coureuse                      | Pos                        |
| 201                        | Danielle De Francesco (AUS)   | 77e                        |
| 202                        | Clara Emond (CAN)             | 23e                        |
| 203                        | Maaike Coljé (NED)            | 55e                        |
| 204                        | Amandine Fouquenet (FRA)      | AB-2                       |
| 205                        | Anastasiya Kolesava           | 115e                       |
| 206                        | Marie-Morgane Le Deunff (FRA) | HD-6                       |
| 207                        | Anaïs Morichon (FRA)          | AB-4                       |

| Coop-Hitec Products HPU | Coop-Hitec Products HPU       | Coop-Hitec Products HPU |
| ----------------------- | ----------------------------- | ----------------------- |
| Num                     | Coureuse                      | Pos                     |
| 211                     | Jenny Rissveds (SWE) (chrono) | NP-5                    |
| 212                     | Stine Dale (NOR)              | 107e                    |
| 213                     | India Grangier (FRA)          | 117e                    |
| 214                     | Sigrid Ytterhus Haugset (NOR) | 69e                     |
| 215                     | Tiril Jørgensen (NOR)         | 113e                    |
| 216                     | Lucie Jounier (FRA)           | AB-3                    |
| 217                     | Josie Nelson (GBR)            | 121e                    |

## Organisation et règlement de la course[9]

### Délais
Les délais d'élimination sont les suivants :
- 1re, 3e, 5e et 6e étapes : 12 %
- 2e et 4e étapes : 15 %
- 7e étape : 20 %
- 8e étape : 25 %

Les arrivées des 2e, 4e et 7e étapes sont des arrivées en côte. La règle des 3 derniers kilomètres ne s'applique pas.

### Classements et bonifications
Des bonifications sont attribuées dans toutes les arrivées des étapes. Elles sont de 10, 6 et 4 secondes aux trois premières coureuses classées. Des bonifications appelées Points Bonus sont attribuées au passage de difficultés situées à des endroits clés du parcours. Il y a au total 3 Points Bonus répartis dans les 2e, 4e et 5e étapes. Ces bonifications sont de 6, 4 et 2 secondes aux trois premières coureuses classées.

#### Classement par points
Le classement par points est établi en fonction du barème suivant :
- arrivée des étapes de plaine (étapes 1, 3, 5 et 6) : 50, 30, 20, 18, 16, 14, 12, 10, 8, 7, 6, 5, 4, 3, 2 jusqu'à la 15e coureuse classée ;
- arrivée des étapes de parcours accidenté (étapes 2 et 4) : 30, 25, 22, 19, 17, 15, 13, 11, 9, 7, 6, 5, 4, 3, 2 jusqu'à la 15e coureuse classée ;
- arrivée des étapes de grande difficulté (étape 7) : 20, 17, 15, 13, 11, 10, 9, 8, 7, 6, 5, 4, 3, 2, 1 jusqu'à la 15e coureuse classée ;
- arrivée des étapes en contre-la-montre individuel (étape 8) : 20, 17, 15, 13, 11, 10, 9, 8, 7, 6, 5, 4, 3, 2, 1 points aux 15 premières coureuses classées.
- sprints intermédiaires : 25, 20, 17, 15, 13, 11, 10, 9, 8, 7, 6, 5, 4, 3, 2 jusqu'à la 15e coureuse classée.

En cas d'égalité, les coureurs sont départagés par leur nombre de victoires d'étapes puis par le nombre de victoires dans les sprints intermédiaires et enfin par le classement général individuel au temps. Pour figurer au classement général individuel par points, les lauréats doivent obligatoirement terminer le Tour de France. 
Dans le cas où une coureuse arrivée hors délais est repêchée par le Collège des commissaires, elle perd automatiquement l'ensemble des points acquis.
La leader du classement par points porte le maillot vert.

#### Classement de la meilleure grimpeuse
Le classement de la montagne est établi en fonction du barème suivant :
- Cols ou côtes hors catégorie : 15, 12, 10, 8, 6, 4, 2 et 1 point pour les huit premières coureuses classées ;
- Cols ou côtes de 1re catégorie : 10, 8, 6, 4, 2 et 1 point pour les six premières coureuses classées ;
- Cols ou côtes de 2e catégorie : 5, 3, 2 et 1 point pour les quatre premières coureuses classées ;
- Cols ou côtes de 3e catégorie : 3, 2 et 1 point pour les trois premières coureuses classées ;
- Cols ou côtes de 4e catégorie : 2 et 1 points pour les deux premières coureuses classées.

En cas d'égalité, la coureuse ayant obtenu le plus grand nombre de places de première au sommet des côtes de 1re catégorie sera déclarée vainqueur. Puis idem pour les côtes des 2e, 3e et 4e catégorie, puis en cas d'égalité absolue le au classement général final au temps. Pour figurer au classement général de la meilleure grimpeuse, les lauréates doivent obligatoirement terminer le Tour de France Femmes. 
Dans le cas où une coureuse arrivée hors délais est repêchée par le Collège des commissaires, elle perd automatiquement l'ensemble des points acquis.
La leader du classement porte le maillot blanc à pois rouges.

#### Classement de la meilleure jeune
Le classement de la meilleure jeune est réservé aux coureuses nées depuis le 1er janvier 2001. La première d'entre elles au classement général individuel au temps est la leader journalière des jeunes. À l'issue de la dernière étape, elle est déclarée vainqueure du classement des jeunes.
La leader du classement de la meilleure jeune porte le maillot blanc et violet.

#### Classement de la meilleure équipe
Le classement général par équipes de chaque étape s'établit par l'addition des trois meilleurs temps individuels de chaque équipe. Le classement général est réalisé avec la somme des temps de chaque équipe dans chaque étape. Dans les classements d'étape, en cas d'ex æquo, les équipes réalisant le même temps sont départagées par l'addition des places obtenues par leurs trois meilleures coureuses au classement de cette étape. En cas de nouvelle égalité, les équipes sont départagées par la place de la meilleure coureuse au classement de l'étape.
Au classement général, en cas d'ex æquo, les équipes sont départagées par leur nombre de victoires d'étapes par équipe, puis par leur nombre de places de deuxième, et ainsi de suite jusqu'à ce qu'un nombre de places obtenues par l'une ou l'autre permette d'établir leur classement définitif. S'il y a toujours égalité, les équipes sont départagées par la place de la meilleure coureuse au classement général individuel. Toute formation réduite à moins de 3 coureuses est éliminée du classement général par équipes.

#### Prix de la combativité
Le prix de la combativité récompense la coureuse la plus généreuse dans l'effort et manifestant le meilleur esprit sportif. Ce prix, attribué dans les 7 étapes en ligne est décerné par un jury présidé par la directrice de l'épreuve :
- la plus combative de l'étape porte dans l'étape suivante des dossards de couleur rouge ;
- une super-combative est désignée par les membres du jury à la fin du Tour de France Femmes.

### Récompenses
Au total, environ 250 000 € sont distribués lors de ce Tour. La vainqueure du classement général final remporte 50 000 €.
Une vainqueure d'étape remporte 4 000 €. Les prix des poursuivantes sont dégressifs jusqu'à la 20e coureuse à laquelle sont attribués 100 €. Un prix est attribué aux trois premières d'un sprint intermédiaire, qui a lieu une fois par étape. 
Des prix sont aussi attribués pour le passage d'une côte classée, pour la meilleure jeune de l'étape, pour la coureuse la plus combative de l'étape et pour la meilleure équipe de l'étape.
| Classement général | Pour les classements généraux | Pour les classements généraux | Pour les classements généraux | Pour les classements généraux | Pour les classements généraux | Pour les classements généraux | Classement d'étape | Pour les classements d'étape | Pour les classements d'étape | Pour les classements d'étape | Pour les classements d'étape | Pour les classements d'étape | Pour les classements d'étape | Pour les classements d'étape | Pour les classements d'étape | Pour les classements d'étape | Pour les classements d'étape |
| Classement général | Maillot jaune                 | Maillot vert                  | Maillot à pois                | Maillot blanc                 | dossard jaune                 | dossard rouge                 | Classement d'étape | Ligne d'arrivée              | Sprint intermédiaire         | Côte                         | Côte                         | Côte                         | Côte                         | Côte                         | Meilleure jeune              | Meilleure équipe             | Combative                    |
| Classement général | Général                       | Points                        | Grimpeuse                     | Jeune                         | Par équipes                   | Super-combative               | Classement d'étape | Ligne d'arrivée              | Sprint intermédiaire         | HC                           | 1re                          | 2e                           | 3e                           | 4e                           | Meilleure jeune              | Meilleure équipe             | Combative                    |
| ------------------ | ----------------------------- | ----------------------------- | ----------------------------- | ----------------------------- | ----------------------------- | ----------------------------- | ------------------ | ---------------------------- | ---------------------------- | ---------------------------- | ---------------------------- | ---------------------------- | ---------------------------- | ---------------------------- | ---------------------------- | ---------------------------- | ---------------------------- |
| 1er                | 50 000 €                      | 3 000 €                       | 3 000 €                       | 3 000 €                       | 6 000 €                       | 2 000 €                       | 1er                | 4 000 €                      | 120 €                        | 160 €                        | 120 €                        | 80 €                         | 60 €                         | 30 €                         | 100 €                        | 200 €                        | 500 €                        |
| 2e                 | 25 000 €                      | 1 500 €                       | 1 500 €                       | 2 000 €                       | 4 000 €                       | –                             | 2e                 | 2 000 €                      | 70 €                         | 100 €                        | 70 €                         | 40 €                         | –                            | –                            | –                            | –                            | –                            |
| 3e                 | 10 000 €                      | 1 000 €                       | 1 000 €                       | 1 000 €                       | 2 500 €                       | –                             | 3e                 | 1 000 €                      | 30 €                         | 50 €                         | 30 €                         | –                            | –                            | –                            | –                            | –                            | –                            |
| 4e                 | 8 000 €                       | 800 €                         | 800 €                         | 500 €                         | 1 500 €                       | –                             | 4e                 | 500 €                        | –                            | –                            | –                            | –                            | –                            | –                            | –                            | –                            | –                            |
| 5e                 | 4 000 €                       | 700 €                         | 700 €                         | –                             | 500 €                         | –                             | 5e                 | 400 €                        | –                            | –                            | –                            | –                            | –                            | –                            | –                            | –                            | –                            |
| 6e                 | 3 000 €                       | –                             | –                             | –                             | –                             | –                             | 6e                 | 300 €                        | –                            | –                            | –                            | –                            | –                            | –                            | –                            | –                            | –                            |
| 7e                 | 2 000 €                       | –                             | –                             | –                             | –                             | –                             | 7e                 | 240 €                        | –                            | –                            | –                            | –                            | –                            | –                            | –                            | –                            | –                            |
| 8e                 | 1 500 €                       | –                             | –                             | –                             | –                             | –                             | 8e                 | 170 €                        | –                            | –                            | –                            | –                            | –                            | –                            | –                            | –                            | –                            |
| 9e                 | 1 500 €                       | –                             | –                             | –                             | –                             | –                             | 9e                 | 170 €                        | –                            | –                            | –                            | –                            | –                            | –                            | –                            | –                            | –                            |
| 10e                | 1 500 €                       | –                             | –                             | –                             | –                             | –                             | 10e                | 170 €                        | –                            | –                            | –                            | –                            | –                            | –                            | –                            | –                            | –                            |
| 11e                | 1 200 €                       | –                             | –                             | –                             | –                             | –                             | 11e                | 110 €                        | –                            | –                            | –                            | –                            | –                            | –                            | –                            | –                            | –                            |
| 12e                | 1 200 €                       | –                             | –                             | –                             | –                             | –                             | 12e                | 110 €                        | –                            | –                            | –                            | –                            | –                            | –                            | –                            | –                            | –                            |
| 13e                | 1 200 €                       | –                             | –                             | –                             | –                             | –                             | 13e                | 110 €                        | –                            | –                            | –                            | –                            | –                            | –                            | –                            | –                            | –                            |
| 14e                | 1 200 €                       | –                             | –                             | –                             | –                             | –                             | 14e                | 110 €                        | –                            | –                            | –                            | –                            | –                            | –                            | –                            | –                            | –                            |
| 15e                | 1 200 €                       | –                             | –                             | –                             | –                             | –                             | 15e                | 110 €                        | –                            | –                            | –                            | –                            | –                            | –                            | –                            | –                            | –                            |
| 16e                | 1 000 €                       | –                             | –                             | –                             | –                             | –                             | 16e                | 100 €                        | –                            | –                            | –                            | –                            | –                            | –                            | –                            | –                            | –                            |
| 17e                | 1 000 €                       | –                             | –                             | –                             | –                             | –                             | 17e                | 100 €                        | –                            | –                            | –                            | –                            | –                            | –                            | –                            | –                            | –                            |
| 18e                | 1 000 €                       | –                             | –                             | –                             | –                             | –                             | 18e                | 100 €                        | –                            | –                            | –                            | –                            | –                            | –                            | –                            | –                            | –                            |
| 19e                | 1 000 €                       | –                             | –                             | –                             | –                             | –                             | 19e                | 100 €                        | –                            | –                            | –                            | –                            | –                            | –                            | –                            | –                            | –                            |
| 20e                | 1 000 €                       | –                             | –                             | –                             | –                             | –                             | 20e                | 100 €                        | –                            | –                            | –                            | –                            | –                            | –                            | –                            | –                            | –                            |
| Par jour           | 100 €                         | 100 €                         | 100 €                         | 100 €                         | –                             | –                             |                    |                              |                              |                              |                              |                              |                              |                              |                              |                              |                              |